# Relações entre Arábia Saudita e Turquia
As relações entre a Arábia Saudita e a Turquia estão engajadas nas relações internacionais entre os dois países historicamente ligados. O Reino da Arábia Saudita e a República da Turquia são dois estados poderosos do Oriente Médio.
Ambos os países são membros da Organização da Conferência Islâmica, do G20 e a Organização Mundial do Comércio e possuem boas relações políticas e econômicas.
A Arábia Saudita tem uma embaixada em Ancara e um consulado-geral em Istambul. A Turquia mantém uma embaixada em Riade e um consulado-geral em Jeddah.

## História
As relações turco-sauditas tiveram início com o surgimento da família al-Saud como ator político na segunda metade do século XVIII. A família al-Saud revoltou-se muitas vezes contra o Império Otomano desde o final do século XVIII até os anos 1920, quando estabeleceram o Reino Independente da Arábia Saudita na esteira da Primeira Guerra Mundial. Com a aceitação do Wahhabismo pela família al-Saud em 1745, que proveu a legitimidade necessária para sua autoridade, este movimento emergiu como a ameaça religiosa e política mais importante para o domínio otomano na Península Arábica. Os Wahhabis, que tentaram estabelecer um Estado baseado nos pensamentos religiosos radicais e revolucionários de Muhammad ibn Abd al-Wahhab, lutaram muitas vezes com os tradicionais otomanos sunitas. Quando Abdul Aziz Al-Saud invadiu a maior parte da Península Arábica, incluindo o Hejaz no início do século XIX, os otomanos atacaram as forças Wahhabitas com o auxílio de Muhammad Ali do Egito. As forças de Wahhabi foram derrotadas e alguns de seus líderes foram enviados à Istambul, onde foram executados. No entanto, em um período muito curto de tempo, Turki bin Abdullah reuniu seus companheiros Wahhabis e declarou o "primeiro" estado Wahhabi em 1821, que sobreviveu até 1891.

## Diplomacia
Os dois países se aproximaram no início de 2011 para apoiar financeiramente e politicamente a Coalizão Nacional Síria da Oposição e das Forças Revolucionárias contra o regime de Bashar al-Assad na Guerra Civil Síria.
A Arábia Saudita e a Turquia pretendem criar uma maior coordenação; e esta aproximação se acelerou com a Primavera Árabe e a Guerra Civil Síria. Esta união resulta também da preocupação de ambos os países sunitas contra o Irã. A Arábia Saudita e a Turquia passaram a ver "todos os acontecimentos a nível regional e internacional e a posição de seus países irmãos sobre estes acontecimentos, bem como as formas de reforçar a cooperação bilateral".

## Economia
Um acordo de livre comércio entre a Turquia e o Conselho de Cooperação do Golfo (com a Arábia Saudita inclusa) está sendo negociado para trazer o volume comercial a 30 milhões dólares americanos. Em 2012, o comércio entre os dois países foi de 6 bilhões de dólares.

## Energia
Após sanções internacionais contra o petróleo iraniano, a Turquia decidiu aumentar de forma significativa a importação a longo prazo do petróleo saudita.